# (21207) 1994 PH29
A (21207) 1994 PH29 a Naprendszer kisbolygóövében található aszteroida. Eric Walter Elst fedezte fel 1994. augusztus 12-én.